# Alonso del Castillo (morisco)

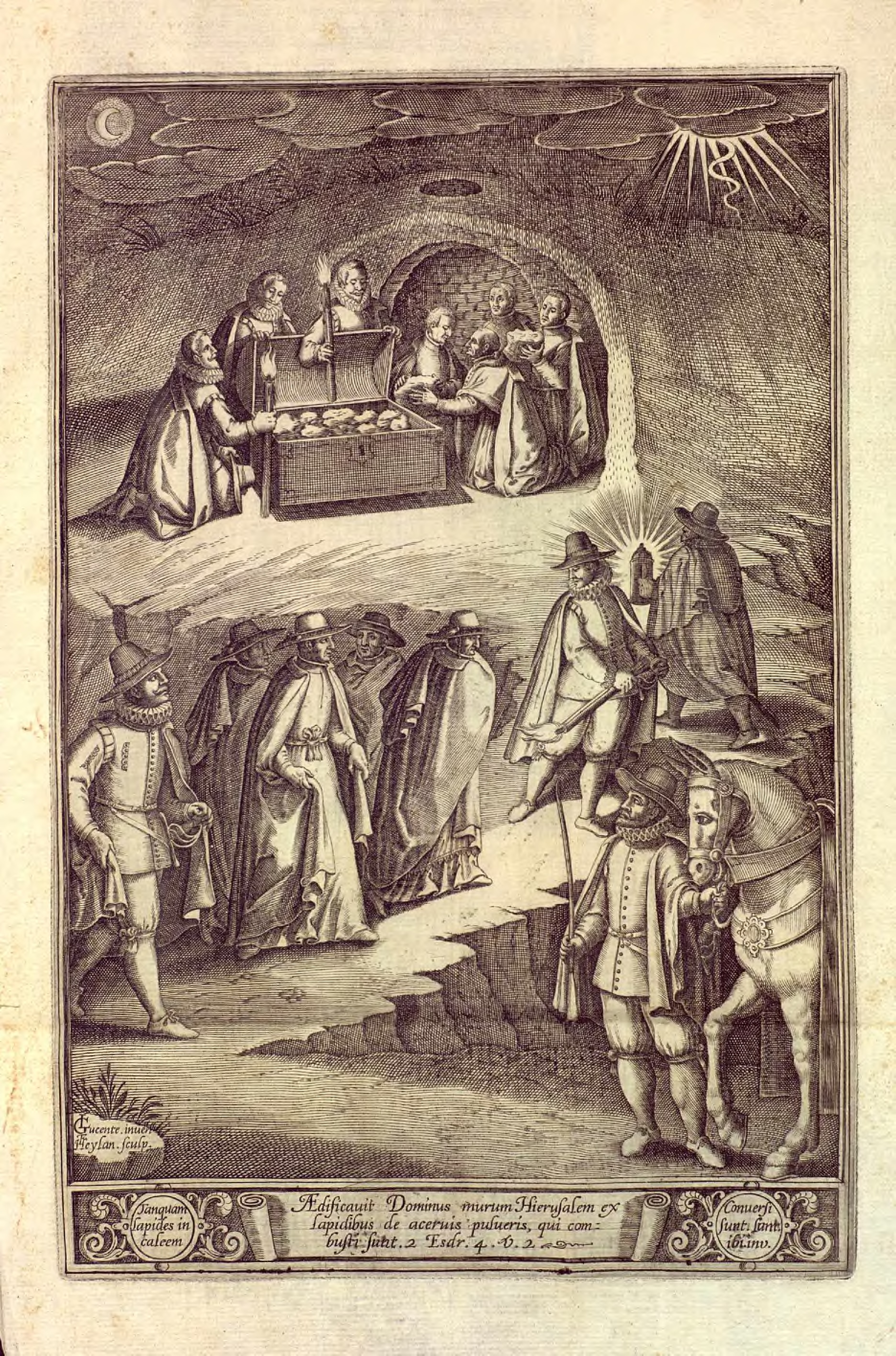
Primera subida del arzobispo Pedro de Castro al Sacromonte y apertura del arca. Grabado a buril de Francisco Heylan por dibujo de Girolamo Lucenti. Diego Nicolás Heredia Barnuevo, Mystico ramillete historico, chronologyco, panegyrico, texido de las tres fragrantes flores del nobilissimo antiguo origen, exemplarissima vida, y meritissima fama posthuma del Ambrosio de Granada ... el Illmo. y V.Sr. Don Pedro de Castro, Vaca y Quiñones. Impreso en Granada en la Imprenta Real, 1741, aprovechando las planchas creadas para la Historia eclesiástica de Granada de Justino Antolínez que quedó sin publicar.

Alonso del Castillo, fallecido de edad avanzada en Granada en la primera década del siglo XVII, fue un médico y traductor morisco —«romanceador de letras arábigas»— implicado en el caso de los llamados libros plúmbeos del Sacromonte como uno de sus traductores principales y posiblemente también como autor material de la falsificación.
Hijo de un «Castillo el Viejo», morisco, hacia 1540 realizó estudios de medicina, valiéndose en su estudio de obras árabes como indica su diario conservado en la Biblioteca Nacional de España. El mismo manuscrito, con la signatura 7453, incluye la traslación de las inscripciones árabes de la Alhambra, traducidas por él de 1555 a 1564 por encargo del municipio granadino, y cincuenta y una cartas del sultán de Marruecos a Felipe II fechadas entre 1579 y 1587, con sus traducciones bien completas o fragmentarias y acompañadas de aclaraciones de algún término difícil, en las que entre otras cuestiones se trataba del rescate o cuando menos de la recuperación del cadáver del rey don Sebastián de Portugal.
Al estallar en 1568 la rebelión de los moriscos granadinos, teniendo cargo de traductor del Santo Oficio, se puso al servicio de la corona y trató de convencer a los sublevados de la inutilidad de su esfuerzo al defender una causa perdida, así como de lo equivocados que estaban poniendo sus esperanzas en la ayuda de los turcos y en pronósticos mal interpretados. Siguiendo las instrucciones de los agentes del Gobierno fingía para ello proclamas de los alfaquíes y morabitos, o dirigía cartas confidenciales a los responsables y personas influyentes de entre los insurrectos a los que insinuaba promesas de perdón para los inocentes que entre ellos se encontrasen.
En El Escorial, a donde se trasladó en 1573 por mandato de Felipe II, realizó un catálogo de los manuscritos y libros árabes, varios de ellos de medicina, que no dejó de practicar durante su estancia en el monasterio. A comienzos de 1575 estaba ya de vuelta en Granada, pues el 8 de enero fechó allí una carta dirigida a Pedro de Deza, en la que se ocupaba de la sublevación de los moriscos granadinos y del modo de reducirlos, tarea a la que se iba a dedicar a continuación.
En septiembre de ese año, en reconocimiento de sus servicios a la corona, se le concedió salvoconducto para que pudiera residir con su familia sin ser molestado en la casa con patio que le había sido otorgada en el Albaicín, tras las primeras expulsiones, «atento a lo que nos avia servido en la rebelión y lebantamiento de los moriscos». Además, el salvoconducto se hacía extensible a su hermano, García del Castillo, a condición de que aprendiese con él el oficio de romanceador de la lengua arábiga. Aun después de volver a Granada no dejó de trabajar al servicio de Felipe II como intérprete de su correspondencia con el sultán de Marruecos Ahmad al-Mansur, primero a las órdenes de Pedro de Castro y Quiñones, presidente de la Real Chancillería de Granada, y desde 1582 como traductor oficial. Al mismo tiempo se le encomendó la catalogación de los libros arábigos de la iglesia mayor de Córdoba. El traslado de Felipe II a Lisboa retrasó su viaje a Madrid, que finalmente emprendió en mayo de 1583. En noviembre hizo el viaje a Córdoba, donde no encontró ningún libro en árabe y, escribía en su diario, «solo declaré unos rétulos y losas que hay en la iglesia de Córdova, que son sepulturas de alcaydes moros, e otras cosas de poco momento, salbo que los señores canónigos me mostraron un estandarte antiguo que estaba guardado del tiempo del rey Almanzor, que fue el que edificó a Córdoba». De Córdoba regresó a Granada para reencontrarse con su familia. Allí permaneció hasta agosto de 1584 en que hizo un nuevo viaje a Madrid, donde residió hasta enero de 1585 para volver, ya definitivamente, a Granada. En esta última estancia en Madrid se alojó en Barajas, población cercana a la corte que contaba con una colonia de moriscos.
Al derribarse en 1588 la torre Turpiana fue hallada una caja pequeña de plomo con una imagen de la Virgen en tabla, un hueso, cenizas y un pergamino escrito en árabe, latín y castellano en el que se contenía lo que decía ser una profecía de san Juan Evangelista llevada allí por san Cecilio, quien la habría obtenido de Dionisio el Areopagita a su paso por Atenas y la había hecho enterrar con el hueso del protomártir san Esteban, las «lágrimas de la Virgen» y lo demás que contenía la caja para que no cayera en manos de los moros. El texto árabe se mandó traducir a José Fajardo, beneficiado de la catedral, que alegó alguna dificultad, por lo que acabó encomendándose la tarea a los moriscos Miguel de Luna y Castillo. En 1593, siendo ya arzobispo Pedro de Castro, el pergamino se envió a Sevilla para su examen por Benito Arias Montano, que informó al arzobispo por carta muy desfavorablemente. Arias Montano advertía que el pergamino carecía de antigüedad y había sido fabricado «como saben hacer los que descubren cosas nuevas que nunca fueron antiguas», además de estar escrito con pluma y no con caña en una letra latina muy moderna, a lo que habían de añadirse multitud de anacronismos e incongruencias del texto. 

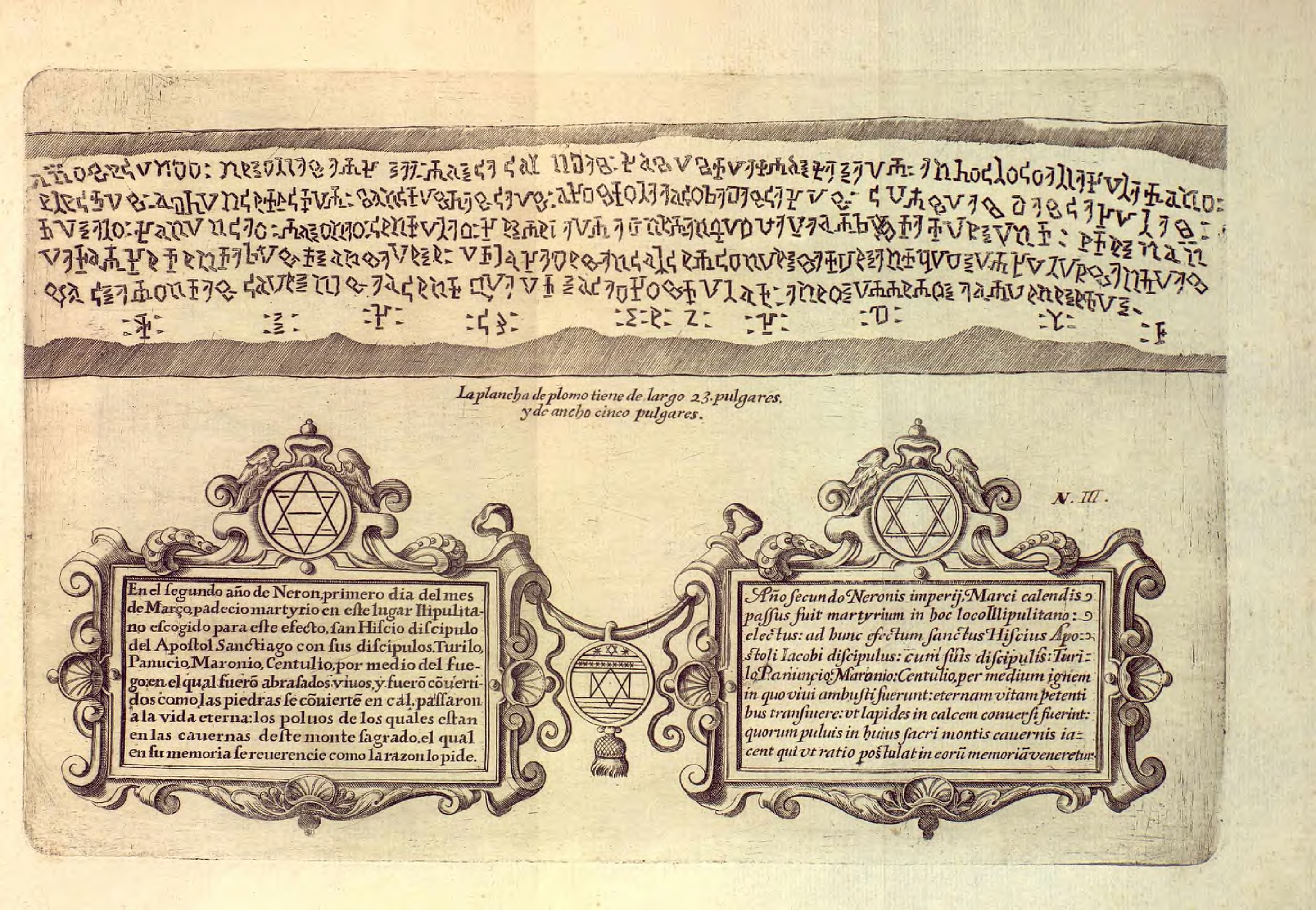
Plancha de plomo dedicada a san Hiscio, mártir en el 56 d. C. Grabado a buril de Mystico ramillete..., reaprovechado de las planchas creadas para la Historia eclesiástica de Granada.

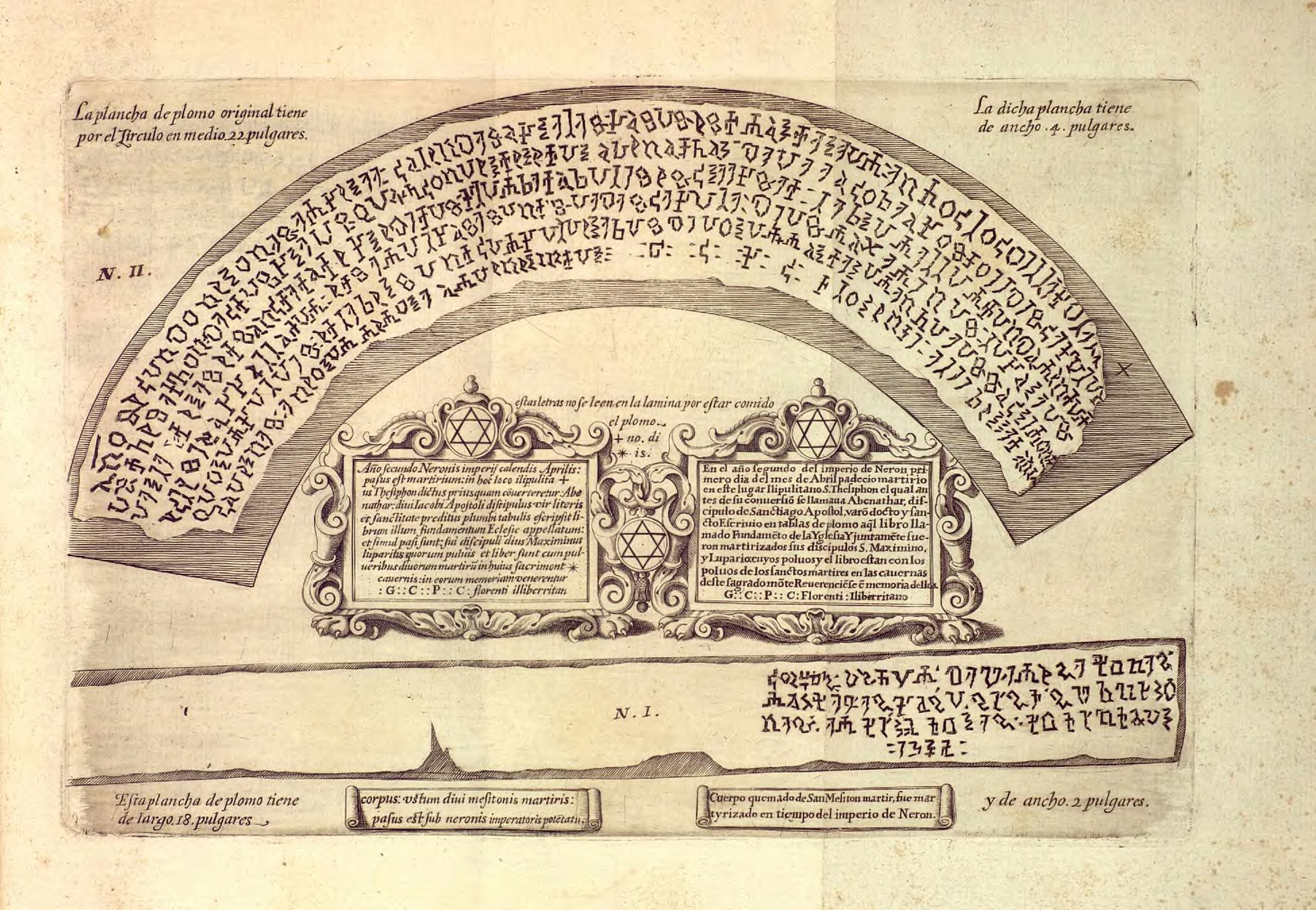
Plancha de plomo con información de san Tesifón, llamado Abenathar antes de su conversión. Grabado a buril de Mystico ramillete..., reaprovechado de las planchas creadas para la Historia eclesiástica de Granada.

En febrero de 1595 buscadores de tesoros hallaron una lámina de plomo con extraños caracteres en una cueva del Sacromonte, llamado entonces monte Valparaíso. Se dio a leer a Luna y Castillo, que no supieron interpretarla. Isidoro García, jesuita, logró descifrar algunas palabras en las que se hacía mención a un Mesitón, mártir. Tal lectura animó al arzobispo a tomar la iniciativa, por ver si se podían hallar más reliquias semejantes, y pocos días más tarde se localizó una nueva lámina que hablaba de san Hiscio, discípulo de Santiago el Mayor, martirizado con sus compañeros en aquel sitio el segundo año del imperio de Nerón, cuyas cenizas también se encontrarían allí. Una tercera plancha, encontrada el 10 de abril, hablaba de san Tesifón, también martirizado en aquel lugar, del que la plancha informaba que antes de ser convertido al cristianismo por Santiago se llamaba Abenathar, árabe, y que había escrito un libro titulado Fundamento de la Iglesia, libro que también sería descubierto poco más tarde con toda otra serie de hallazgos encadenados ininterrumpidamente y con un contenido doctrinal progresivamente más desarrollado conforme iban apareciendo las planchas, hasta llegar a 1597.
De nuevo se les encargaron las traducciones a Luna y Castillo, aunque por no ser teólogos y ofrecer alguna dificultad su interpretación se pidieron también otras traducciones y exámenes. Arias Montano, a quien consultó directamente el arzobispo, manifestó ya en mayo de 1595 las serias objeciones que le planteaban las informaciones que se le habían hecho llegar. Del mismo modo Juan Bautista Pérez obispo de Segorbe, fallecido en 1597, emitió un detallado informe contrario a su autenticidad y el jesuita Ignacio de las Casas, morisco también él, escribió denunciando la impostura al nuncio en España y al papa Clemente VIII, pero el arzobispo, devoto de la Inmaculada Concepción, cuyo dogma proclamaban los libros, y halagado con la antigüedad y santidad de su diócesis, que los hallazgos retrotraían a tiempos apostólicos, se erigió en el gran defensor de los plomos, promoviendo para la preservación de las reliquias la fundación de una abadía y la convocatoria de una junta de teólogos que el 29 de abril de 1600 declaró su autenticidad.
El primero en señalar a Castillo y Luna como autores del fraude, en lo que habrían contado con la colaboración de otros moriscos como El Meriní, fue el cronista Luis del Mármol Carvajal en carta dirigida al obispo Pedro Castro, ya en 1594. Poco más tarde, otro traductor, Marcos Dobelio, envió un informe a la Inquisición romana en el que acusaba taxativamente a Castillo y Luna de ser «los autores de esta novedad». José Godoy Alcántara llegó también a la conclusión de que los autores del engaño habían de ser los mismos traductores, que a la vez que eran conocedores de la lengua arábiga con algunas nociones de teología, compartían «las amarguras, desesperaciones y esperanzas de sus secretos sectarios». Godoy agrupó el pergamino de la torre Turpiana y los diecinueve libros del monte Valparaíso en dos conjuntos, uno de carácter más legendario y menor contenido doctrinal, con más vulgar expresión, que atribuía a Luna, y otro más didáctico, con más profundos estudios teológicos, que tenía por obra de Castillo. Sin desmentirlo, Cabanelas y Caro Baroja apuntan a una participación más amplia y compleja, recuperando el papel de El Merini, respetado morisco, que algunos años antes de la rebelión de 1568, fecha en la que ya debía de haber muerto, anunció el hallazgo de grandes pronósticos cuando se derribase la torre de la iglesia mayor de Granada. Con él estaba en relación Castillo el Viejo, abuelo de Alonso del Castillo, y una parte de los papeles de El Merini, por mediación de su hija, pasaron a Luna. Otro morisco granadino llamado al-Haŷari parece haber tenido relación con los hallazgos antes de huir a Marruecos y en su relato mencionó a otros tres implicados, a dos de los cuales llamaba al-Ŷabbis, «el santo jeque», y al-Ukayhil, «intérprete oficial», a los que se ha querido relacionar con Castillo y Luna.
Menéndez Pelayo resume así las que habrían sido intenciones de los falsarios:

El doble propósito de la ficción es evidente. Querían, por una parte, deslumbrar a los cristianos con las tradiciones de Santiago y de los varones apostólicos, largamente exornadas y dramatizadas, y con la creencia de la Inmaculada, cuestión de batalla por entonces en las escuelas y hasta en las plazas de Sevilla. Querían, por otra parte, buscar una transacción o avenencia entre cristianos y moriscos y hacer entrar a estos en la ley común, pasando ligeramente por los puntos de controversia o esquivándolos en absoluto, salvando todo lo salvable del Islam y lisonjeando el orgullo semítico con ponderaciones de su raza y esperanza de futuras grandezas.

Desde otros puntos de vista, sin embargo, se ha defendido que las cuestiones religiosas y el criptomahometanismo apuntado por Menéndez Pelayo se situarían en un segundo plano en las intenciones de los urdidores de la trama, que, dejando a un lado la religión islámica, cuya causa tendrían por perdida, al reescribir la historia de los orígenes del cristianismo en la península estarían buscando que la población árabe fuese reconocida como nativa y que su adhesión al cristianismo, al que habrían proporcionado los primeros mártires granadinos, era tan antigua como el cristianismo peninsular mismo, para salvar con ello algunas de sus señas de identidad, como la lengua o los conocimientos médicos.
La ortodoxia de Castillo, y la sinceridad de su fe —como la de Miguel Luna— fue defendida por el arzobispo Pedro de Castro en una carta fechada en 1618, en la que aseguraba que había muerto tras recibir los sacramentos y cantando el credo, dejando en su testamento, en el que pedía ser enterrado en la parroquia de San Miguel del Albaicín, todas las mandas y misas preceptivas.